# João Soares
João Barroso Soares (ur. 29 sierpnia 1949 w Lizbonie) – portugalski polityk, parlamentarzysta i samorządowiec, w latach 1995–2002 burmistrz Lizbony, od 2015 do 2016 minister kultury.

## Życiorys
Urodził się w rodzinie Marii Barroso i Mária Soaresa. Ukończył prawo na Uniwersytecie Lizbońskim. Z powodów politycznych był usuwany z uczelni. Zawodowo pracował jako wydawca. Zaangażował się w działalność w Partii Socjalistycznej. W latach 1987–1991 sprawował mandat posła do Zgromadzenia Republiki V kadencji. Od 1994 do 1995 zasiadał w Parlamencie Europejskim IV kadencji, pełniąc w nim funkcję kwestora. W latach 1995–2002 sprawował urząd burmistrza Lizbony z ramienia koalicji socjalistów i komunistów. W 2002 ponownie objął mandat posła do Zgromadzenia Republiki (IX kadencji), reelekcję na kolejne kadencji uzyskiwał w wyborach w 2005, 2009, 2011 i 2015, kandydując z okręgu Lizbona lub okręgu Faro. Był przewodniczącym portugalskiej delegacji do Zgromadzenia Parlamentarnego OBWE, w 2008 został wybrany na jego przewodniczącego.
W listopadzie 2015 w rządzie, na czele którego stanął António Costa, objął urząd ministra kultury. W kwietniu 2016 na Facebooku zamieścił wpis, w którym groził spoliczkowaniem dwóm dziennikarzom krytycznie opisującym jego działalność jako burmistrza Lizbony. Wpis ten spotkał się w powszechną krytyką. Jeszcze w tym samym miesiącu João Soares podał się do dymisji, która została przyjęta.
Dwukrotnie żonaty. Z pierwszego małżeństwa ma troje, z drugiego dwoje dzieci.